# Mario Ceballos Araújo
Mario Domingo Ceballos Araújo, más conocido como Mario Ceballos Araújo (Santa Marta, 27 de mayo de 1928-Barranquilla, 25 de octubre de 2003), fue el fundador de la Universidad Autónoma del Caribe y un propulsor de la cultura de la Costa Caribe colombiana.

## Estudios
Fue bachiller del Liceo Celedón de Santa Marta (Colombia). Una vez recibido como bachiller, viajó a Bogotá para matricularse en la Facultad de Derecho de la Sede Principal de la Universidad Libre (Colombia); en la cual, mientras era estudiante fue designado durante 1948 Secretario General. Allí se graduó de abogado en 1952.

## Creación de la Seccional Barranquilla de la Universidad Libre
En 1955, con Julio Salgado Vásquez, Jeremías Flórez Romero, Carlos Gutiérrez Navarro, Mario Alcalá Sanjuan, Ramón Garavito y Dilio Donado Comas en compañía de los miembros del Partido Liberal Colombiano Juan B. Fernández Ortega, Heriberto Ahumada y Aquileo Hernández Barreto iniciaron el proceso de creación de la Universidad Libre del Litoral Atlántico (hoy Seccional Barranquilla de la Universidad Libre).
Esta comenzó a operar en marzo de 1956, iniciando con la Facultad de Derecho.

## Fundación de la Universidad Autónoma del Caribe
El 27 de marzo de 1967 se firmó con Julio Salgado Vásquez, Oswaldo Consuegra Gutiérrez y Benjamín Sarta el Acta de constitución de la Universidad Autónoma del Caribe, cuyos primero estatutos se protocolizaron en la Notaría Tercera de Barranquilla el 24 de julio del mismo año.

## Exhumación del cadáver de Mario Ceballos
En marzo de 2012 el abogado de la hija pre matrimonial, Abelardo de la Espriella, radicó una solicitud ante la Unidad de Vida de la Fiscalía General de la Nación, sede Barranquilla, para que se inicie una investigación previa por la presunta muerte criminal de Mario Ceballos Araújo, solicitando que se investigue por esa muerte a Silvia Gette Ponce y pidiendo la exhumación del cadáver para la realización de pruebas forenses. Al final de esta investigación se demostró que su muerte fue debido a cirrosis hepática y no un envenenamiento como dijo su hija María Paulina y su abogado.

## Distinciones
- Medalla "Rodrigo de Bastidas" otorgada por la Alcaldía de Santa Marte, por ser uno de sus hijos más destacados.
- Profesor Emérito de la Universidad de Champagnat de la ciudad de Mendoza, Argentina.
- La Universidad Libre, con motivo de sus 50 años de fundada, le confirió la Orden "Benjamín Herrera" en el grado de "Gran Cruz Extraordinaria" por los servicios prestados durante muchos años a esta institución.

## Familia
Luego de conocerse en 1986, Ceballos se casó con su única esposa Silvia Gette Ponce en 1987. Como resultado de este matrimonio tuvieron 3 hijos (Carolina Beatriz Ceballos Gette, María Alejandra Ceballos Gette (adoptadas) y Mario Andrés Ceballos Gette). Carolina Ceballos y María Alejandra Ceballos nacieron en 1998 mientras que Mario Andrés Ceballos nació el 5 de agosto del 2003. Mario Ceballos Araujo era el menor de 5 hermanos, vivió con su madre Priscila Dolores Araujo de Ceballos (Doña Lola).